# دندان‌های شیری
دندان‌های شیری مجموعهٔ اولیهٔ دندانی شامل ۲۰ دندان هستند که به‌تدریج دندان‌های دائمی جانشین آنها می‌شود.
تعداد دندان‌های شیری ۱۰ عدد در هر آرواره است که به مرور می‌افتند و ۳۲ عدد دندان دائمی جای آنها را می‌گیرند. تکامل این دندان‌ها از دوره جنینی آغاز می‌شود و بعد از تولد در سنین شش ماهگی در می‌آیند و تا سن دو و نیم سالگی تکمیل می‌شوند.
هر انسان در زندگی خود. دو سری دندان (دندانهای شیری و دندانهای دائمی) و سه دوره دندانی (شیری. مخلوط و دائمی) دارد. از حدود ۶ ماهگی که اولین دندان شیری در دهان نوزاد رویش میابد. تا سن ۶ سالگی که اولین دندان دائمی در دهان می‌روید را دوره دندانی شیری می‌گویند. در این دوران فقط دندان شیری در دهان وجود دارد. از ۶ تا ۱۲ سالگی به تدریج دندانهای شیری جای خود را به دندانهای دائمی می‌دهند. این زمان را دوره دندانهای مخلوط می‌گویند.
در حدود ۱۲ سالگی که هیچ دندان شیری در دهان وجود ندارد و فقط دندان‌های دائمی در دهان هستند. تا پایان عمر را دوره دندانی دائمی می‌نامند. البته زودتر درآمدن یا تأخیر در رویش به مدت چند ماه طبیعی است؛ ولی اگر این تأخیر بیش از ۹ ماه گردد باید به دندان‌پزشک مراجعه نمود.

## تعداد
شمار دندان‌های شیری ۲۰ عدد است یعنی کودک در هر فک ده دندان دارد و این ده دندان در دو نیمه راست و چپ به صورت قرینه قرار دارند.
نام این پنج دندان از خط وسط به طرف عقب عبارتند از :دندان پیش‌میانی؛ که به‌طور قراردادی با حرف A نشان داده می‌شود.
دندان پیش‌طرفی یا B.
دندان نیش یا C.
دندان آسیاب اول یا D.
دندان آسیاب دوم یا E.
تعداد و نوع دندانها در فک بالا و پائین یکسان است. در هر فک نیز تعداد و نوع دندانهای نیمه راست و چپ مشابه هستند.

## شیوع پوسیدگی دندان های شیری
سازمان بهداشت جهانی پوسیدگی دندان‌ها در سنین  كودكی را به عنوان يک مشکل سراسری و با شیوعی بین ۶۰ تا۹۰ درصد اعلام کرده‌است، بر اساس اطلاعات آماری مربوط به کشورهای اروپایی، ۶۱ درصد کودکان ۶ تا ۱۲ ساله حداقل يک دندان پوسیده دارند. 
‏پوسیدگی دندان شیری یک بیماری شایع و مضر برای سلامت دندان‌های کودک است و در صورت عدم درمان ، پوسیدگی می تواند تا جایی پیش رود که باعث از بین رفتن دندان های کودک شود و تأثیر جبران ناپذیری بر سلامت عمومی کودک داشته باشد. طبق داده های ارائه شده توسط CDC ، بیش از ۴۲٪ کودکان بین ۲ تا ۱۱ سال دارای حفره در دندان‌های خود هستند. شاید جالب باشد بدانید، میزان گزارش‌های مربوط به وجود حفره در دندان های کودکان ۵ برابر بیشتر از آسم و ۲۰ برابر بیشتر از بیماری دیابت است.

## دندان شیری در فرهنگ عامیانه
در رابطه با رویش و افتادن دندان‌های شیری در کودکان در فرهنگ مناطق مختلف ایران باورها و آداب و رسوم خاصی وجود دارد. در میان مردم کرد و در منطقۀ کرمانشاه، برای این‌که دندان‌های شیری کودک به آسانی دربیاید، نوعی آش درست می‌کنند که در زبان کردی جنوبی به آن «دگان روکانه» گفته می‌شود. در برخی مناطق کردنشین و در استان کردستان به این آش دانه کولانه نیز گفته می‌شود. در گذشته این باور در میان مردم آن مناطق وجود داشت که کودکی که هنوز دندان درنیاورده را نباید سوار الاغ کرد، و گفته می‌شد که این کار سبب می‌شود دندان‌های او مانند الاغ رشد کند. رسم دیگر در میان کردهای جنوب کردستان ایران در میان مردم کرمانشاه، ایلام و شمال لرستان این است که در هنگام افتادن دندان‌های شیری، آن‌ها را روی بام خانه‌ای می‌انداختند که زن حامله داشت و در هنگان پرتاب می‌گفتند «گه‌نه‌گه بچوو، زه‌ڕینه به‌وره‌و» (ای بد، برو؛ طلایی برگرد.) و این باور وجودداشت که این کار باعث می‌شود کودک دندان‌های بهتری دربیاورد.